# Galin (general)
Galin (arabsko جالينوس, latinizirano: Jālīnūs, tudi جالنوس Jālinūs ali جيلنوس, Jīlinūs, armensko Գալինուս, Galin) je bil v 7. stoletju general Sasanidskega cesarstva. Bil je morda armenskega plemiškega porekla. Kot častnik je bil poveljnik cesarjeve telesne straže in čuvaj Kozrava II. po njegovi aretaciji. Med arabskim osvajanjem Sasanidskega cesarstva je bil eden od poveljujočih generalov. V bitki pri Kadisiji leta 636 je bil ubit. 

## Ozadje in identiteta
Domneva se, da je bil Galin kristjan, ki je imel poleg krščanskega tudi neznano perzijsko ime. Po besedah Parvaneha Pouršariatija Galin najverjetneje ni bilo njegovo osebno ime, temveč naslov. Po Pouršariatijevem mnenju je bil verjetno član ene od armenskih plemiških dinastij, ki so v tistem času igrale pomembno vlogo v Sasanidskem cesarstvu. Galin je bil morda ista oseba kot armenski princ in general Mušeg III. Mamikonjan ali Gregor Sivnik, ki sta prav tako služila Sasanidom v začetku 7. stoletja in padla v bitki pri Kadisiji.

## Biografija
Al-Tabari omenja Galina kot poveljnika straže,  zadolžene za straženje Kozrava II. med njegovim zaprtjem leta 628. Pouršariati nakazuje, da bi to lahko bilo odraz vpletenost armenske frakcije v zaroto proti Kozravu II., čeprav je Kozrava strmoglavil in zaprl njegov sin Kavad II. Kozrava so kljub temu še vedno obravnavali kot monarha. Galin ga je celo nagovarjal s  anōšag buwād (naj bo nesmrten).
Abu Hanifa Dinavari omenja Galina kot poveljnika vladarjeve osebne straže, imenovane gyān-abespārān (tisti, ki žrtvujejo svoja življenja ali čete, ki iščejo smrt).  Kasneje sta Rostam Faruhzad in kraljica Boran poslala Galina na čelu vojske na pomoč Narsiju v bitki pri Kaskarju, a je prišel prepozno in Abu Ubajdovi muslimani so porazili Perzijce. Po tem porazu je Rostam postavil Galina pod poveljstvo Bahmana Džadhujiha, ki je po al-Tabariju dobil ukaz, da Galina ubije, če mu bo v bitko ponovno spodletelo. Galin in Bahman sta  nato v bitki pri mostu porazila Arabce.
Galin je bil eden od sasanidskih poveljnikov v bitiki pri Kadisiji. Po al-Tabariju se je sasanidska vojska potem, ko je bil Rostam v bitki ubit, umaknile do  al-Hararaha, kjer jih je arabska konjenica dohitela. Galin je bil v spopadu z Arabci ubit.